# Gotthard Dinta
Gotthard Dinta (* im 20. Jahrhundert) war ein deutscher Radrennfahrer und nationaler Meister im Radsport.

## Sportliche Laufbahn
Dinta war Bahnradsportler und im Straßenradsport aktiv. 1948 gewann der RC Expreß Herpersdorf die nationale Meisterschaft in der Mannschaftsverfolgung mit Gotthard Dinta, Gerhard Stubbe, Heinrich Rühl und Matthias Pfannenmüller. 1949 gewann Dinta erneut mit Stubbe, Lösel und Rheinwald. 1950 und 1951 holten Dinta, Hans Schwab, Günther Andrae und Fritz Neuser den Titel. 1952 gewannen Schwab, Dinta, Neuser und Franz Bittner die Meisterschaft.